# 奧博
奧博是中非共和國東南部的城鎮，也是上姆博穆省的首府，河拔高度640米，鎮上有兩座機場，2003年人口7,187。在2011年1月，一支來自烏干達的軍事特遣隊在奧博駐紮，對抗叛軍入侵。
5°24′N 26°30′E / 5.400°N 26.500°E